# Кивсерт-Мурат
Кивсе́рт-Мура́т (чув. Кивҫурт Мăрат) — деревня в Вурнарском районе Чувашской Республики России. Входит в состав Ермошкинского территориального отдела Вурнарского муниципального округа.
Находится между деревнями  Мунъялы, Сугут-Торбиково, на правом берегу реки Большой Цивиль. В деревне действует СХПК которое занимается  выращиванием сельскохозяйственных культур.
Животноводство остаётся ведущей отраслью деревни. В хозяйствах выращивают крупный рогатый скот, свиней, овец, птиц.

## География
Находится в центральной части Чувашии, на расстоянии приблизительно 16 км на север по прямой от районного центра поселка Вурнары на правобережье речки Большой Цивиль.

## История
Предположительно  основан  в 15 веке.  В архивных документах встречается  с 1670года.
С 1719 года как деревня Первая Муратова с 48 дворами и 191 жителем мужского пола. 
В 1747 году было 234 мужчины. 
Название деревни от имени некрещенного чуваша Мурат (араб. сл. «мурад» — желанный).По легенде в сер. 17 в. д. сожгли и люди переселились в разные места, образовав 10 деревень Муратов. 
В 1781-82 годах—  называлось Первое Муратова. В деревне  206 ревиз. душ, имеет 4 выселки.
В 1859 — Муратова (Кив Серт Мурат, Петруха — касы, Тузи -касы), 57 дворов, 286 чел.
В списке нас. мест 1907 — Кивсерт — Мураты, 70 дворов, 380 чел.
До Великой Октябрьской социалистической революции территория деревни входила в состав Малояушевской волости Ядринского уезда Казанской губернии.
В XIX веке Кивсерт-Мурат выделился как околоток деревни Первая Муратова, позднее последняя стала частью деревни Кивсерт-Мурат. 
В 1858 году учтено было 89 жителей, в 1906 году 36 дворов и 198 жителей.
В 1926 году было учтено 44 двора и 223 жителя. 
С 1927 года в составе Сугут- Торбиковского сельсовета. 
В 1930 году был образован колхоз «Красная звезда»
В 1939 было отмечено 230 жителей, а в 1979—185.
На 01.01.2004 — имелось: 47 дворов, 107 чел. В деревне имеется сельский клуб. Газифицировано — 33 двора. Расстояние до г. Чебоксары — 69 км., до р. ц. — 31 км.
С1992  года по настоящее время в составе Ермошкинского сельского поселения.
В 2002 году было 40 дворов, в 2010 — 36 домохозяйств. 
В 2010 действовало ОАО "Агрофирма «Гвардеец».

## Население
Постоянное население составляло 116 человек (чуваши 99 %) в 2002 году, 87 в 2010.